# Cambundi-Catembo
Cambundi-Catembo è una municipalità dell'Angola appartenente alla provincia di Malanje. Ha 59.314 abitanti (stima del 2006) ed una superficie di 16.097 km².
Il capoluogo è Cambundi-Catembo.